# Karl Ludwig Bernays
Karl Ludwig Bernays (* 21. November 1815 in Mainz; † 22. Juni 1876 in St. Louis (Missouri)) war ein deutscher Journalist.

## Leben
Bernays war der Sohn des jüdischen Kaufmanns Klemenz Bernays und dessen Ehefrau Theres Kreuznach (Creizenach) und erhielt den Namen Lazarus. 1818 zog die Familie nach Oggersheim, wo diese ein Landgut erworben hatte. Bernays verbrachte seine Schulzeit in Oggersheim auf der katholischen Volksschule. Danach besuchte er das protestantische Gymnasium in Frankfurt (heute Lessing-Gymnasium) und schloss am Latein-Gymnasium in Speyer (heute Gymnasium am Kaiserdom) mit dem Abitur ab. In Speyer wurde Bernays 1834 evangelisch getauft. Die Familie wohnte seit 1832 in Frankenthal. Im Anschluss an seine Schulzeit begann Bernays an der Ludwig-Maximilians-Universität München Rechtswissenschaften zu studieren; später wechselte er an die Georg-August-Universität Göttingen. Sein Studium schloss Bernays mit einer Promotion 1844 an der Ruprecht-Karls-Universität Heidelberg ab.
Sofort im Anschluss wurde Bernays Journalist für die Zeitschrift Vorwärts!, die in Paris erschien. Zusammen mit seinem Kollegen Heinrich Börnstein ging Bernays nach Wien. Bernays war Mitarbeiter von Karl Marx bei den Zeitschriften Rheinische Zeitung, Deutsch-Französische Jahrbücher und der Deutsche-Brüsseler-Zeitung, ebenfalls korrespondierte er für die Deutsche Schnellpost in New York. In Wien waren Bernays und Börnstein in die Märzrevolution verwickelt und flüchteten deshalb in die USA, wo sie unter den amerikanisierten Namen Charles Louis Bernays bzw. Henry Boernstein bekannt sind.
Wegen des Cholera-Ausbruchs in St. Louis, Missouri, ließen sie sich zunächst in Highland, Illinois nieder, wo Bernays vorübergehend als Kaufmann und Bierbrauer arbeitete. Als 1849 Börnstein die in St. Louis erscheinende deutschsprachige Zeitung „Anzeiger des Westens“ kaufen konnte, verlegten sie den Wohnsitz dorthin, und Bernays nahm seine journalistische Tätigkeit als Schriftleiter dieser Zeitschrift auf. Zeitgenossen galt er als einer der besten Journalisten unter den Achtundvierzigern. Neben vielen anderen hat auch Otto Ruppius für den „Anzeiger“ geschrieben.
Bernays schloss in dieser Zeit Freundschaft mit Abraham Lincoln und unterstützte dessen Arbeit. Kurz nach Amtsantritt von Präsident Lincoln am 4. März 1861 entsandte dieser Bernays als Konsul nach Zürich (Schweiz). Bereits 1862 kehrte Bernays in die USA zurück und arbeitete erneut als Journalist. Durch politische Artikel und Reden versuchte Bernays die deutschen Einwanderer für die Belange der Nordstaaten zu gewinnen.
Um 1870 zog sich Bernays ins Privatleben zurück und begann seine Autobiographie zu verfassen. Krankheitsbedingt konnte er dieses Werk nicht zu Ende führen und veröffentlichen.
Karl Ludwig B. war verheiratet mit der Sängerin und Tänzerin Josephine („Pepi“) Bernays, geborene Wolf. Sie hatten eine Tochter Theresa (* 1850, auch: Teressa), die den in Lübeck geborenen Violinisten, Orchesterleiter und Musiklehrer Ernst Spiering (* 1845) heiratete. Aus der Ehe seiner Tochter stammen der Violinist Theodore Bernays Spiering (1871–1925) und der Architekt Louis Clemens Spiering (1874–1912), die im großväterlichen Haus in der Chambers Street in Old North St. Louis aufwuchsen, in Deutschland studierten und in die Neue Welt zurückkehrten. Sein Bruder George J. Bernays, ein in England ausgebildeter Arzt, wohnte mit seiner Ehefrau Minna (Minni Bertrand Bernays, geborene Döring), und ihren fünf Kindern im Haus daneben. Die älteste Tochter Thekla Bernays (1856–1931), die dem journalistischen Vorbild ihres Onkels nacheiferte, hat ihrem Bruder, dem Chirurgen Augustus Charles Bernays (1854–1907) ein literarisches Denkmal gesetzt.

## Werke
- Deutschland und seine fränkischen Repräsentativ-Verfassungen. 12 Stunden patriotischer Gedanken. Pfalz 1841. Bensheimer, Mannheim 1841.
- Schandgeschichten zur Charakteristik des deutschen Censoren- und Redactorenenpaks. Censor Fuchs aus Mannheim und die Führer der servilen Presse. Aktenstücke zur Geschichte des Tages gesammelt und commentirt. Straßburg 1843 (books.google.com).
- Die Ermordung der Herzogin von Praslin. Ein Beitrag zur Geschichte des Kampfes der Leidenschaften mit den modernen Gesellschafts-Elementen. Flawyl 1847.
- Geheimes Schluss-Protokoll der Wiener Ministerial-Conferenz vom 12. Juni 1834. (Mit einer Schlussrede Metternichs) neu hrsg. von Carl Ludwig Bernays. Kichler, Darmstadt 1848.
- Siebenzehnter Jahres-Bericht des Rathes der Oeffentlichen Schulen von St. Louis für das am 1. August 1871 endende Schuljahr. Plate, Olshausen & Co., St. Louis 1871.